# Richard Jenkins
Richard Dale Jenkins (sinh ngày 4 tháng 5 năm 1947) là một diễn viên người Mỹ.
Jenkins từng được đề cử giải Oscar cho nam diễn viên chính xuất sắc nhất trong phim điện ảnh The Visitor (2007).

## Danh sách phim

### Truyền hình
| Phim                                    | Năm        | Vai                           | Ghi chú |
| --------------------------------------- | ---------- | ----------------------------- | --- |
| Great Performances                      | 1974, 1975 | Warder / The Sheriff          | 2 tập |
| American Playhouse                      | 1984       | Nicholas Vazzana              | Tập: "Concealed Enemies, Part I: Suspicion" |
| Spenser: For Hire                       | 1985       | Tex                           | Tập: "Internal Affairs" |
| Miami Vice                              | 1985, 1989 | Goodman / DEA Agent Ed Waters | 2 tập |
| The Little Sister                       | 1986       | Roger Davis                   | Phim truyền hình |
| In the Line of Duty: The F.B.I. Murders | 1988       | Detective                     | Phim truyền hình |
| Out on the Edge                         | 1989       | Paul Evetts                   | Phim truyền hình |
| When You Remember Me                    | 1990       | Vaughan                       | Phim truyền hình |
| Challenger                              | 1990       | Gregory Jarvis                | Phim truyền hình |
| Against the Law                         | 1990       | Wexford                       | 2 tập |
| Descending Angel                        | 1990       | Debaudt                       | Phim truyền hình |
| Doublecrossed                           | 1991       | Jim Donaldson                 | Phim truyền hình |
| Crossroads                              | 1992       | Jim Mundy                     | Tập: "Pilot" |
| Alex Haley's Queen                      | 1993       | Mr. Benson                    | 2 tập |
| And the Band Played On                  | 1993       | Dr. Marc Conant               | Phim truyền hình |
| The Boys Next Door                      | 1996       | Bob Klemper                   | Phim truyền hình |
| Into Thin Air: Death on Everest         | 1997       | Beck Weathers                 | Phim truyền hình |
| Ally McBeal                             | 2001       | Mr. Bo                        | Tập: "Mr. Bo" |
| Six Feet Under                          | 2001–2005  | Nathaniel Fisher              | 21 tập Đề cử — Screen Actors Guild Award for Outstanding Performance by an Ensemble in a Drama Series |
| Sins of the Father                      | 2002       | Bobby Frank Cherry            | Phim truyền hình |
| Olive Kitteridge                        | 2014       | Henry Kitteridge              | 4 tập Primetime Emmy Award for Outstanding Lead Actor in a Miniseries or Movie Đề cử — Critics' Choice Television Award for Best Actor in a Movie/Miniseries Đề cử — Satellite Award for Best Actor – Miniseries or Television Film Đề cử — Screen Actors Guild Award for Outstanding Performance by a Male Actor in a Miniseries or Television Movie |
| Berlin Station                          | 2016–nay   | Steven Frost                  | 18 tập |
| Comrade Detective                       | 2017       | Vlad Anghel (lồng tiếng)      | Tập: "No Exit" |